# مارك براون (لاعب كرة سلة)
مارك براون (5 يوليو 1969 - ) (بالإنجليزية: Marc Brown)‏ هو مدرب كرة سلة ولاعب كرة سلة أمريكي في مركز هجوم خلفي.

## وصلات خارجية
- مارك براون على موقع بروبوليرز (الإنجليزية)